# محفظة (دواء)

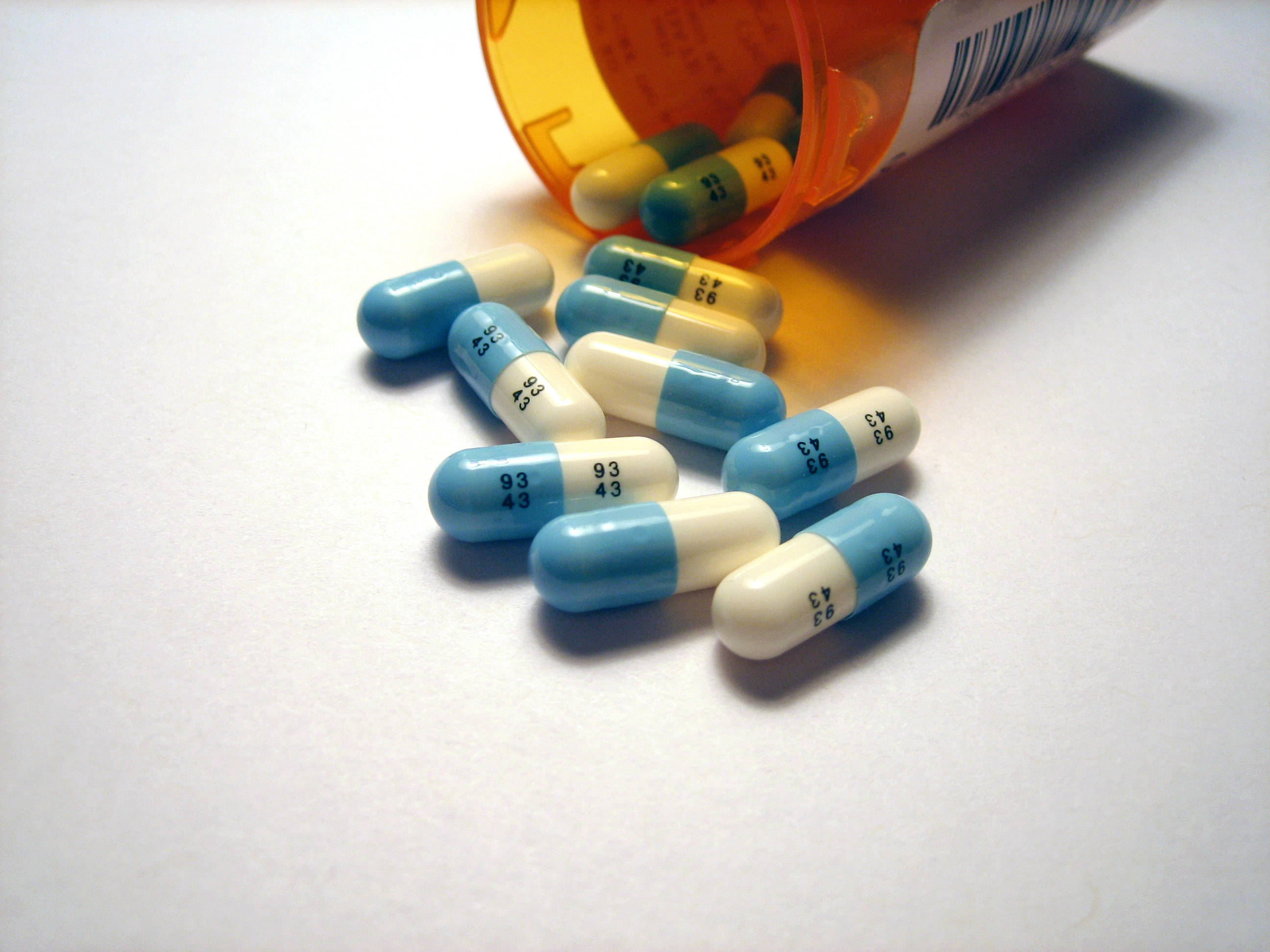

كبسولة أو الكبسولة هي كلمة إنجليزية (Capsule) تعني المحفظة الدوائية، أو حافظة دوائية وهي بمثابة حاوية للعقار في صورة مسحوق أو أي صورة أخرى.

## تعريف
علمياً هي مجموعة من التقينات تستخدم لتعبئة الأدوية في جرعة محددة. مما يتيح تناولها عن طريق الفم أو قد تستخدم كتحاميل. وهي أشكال:
- جرعة صلبة والتي يكون فيها واحد أو أكثر من المواد الدوائية أو الخاملة (على شكل مساحيق أو كتلة متماسكة أو كريات أو حثيرات) متمحفظة ضمن قشرة جيلاتينية صغيرة.
- قد تكون الكبسولات الجيلاتينية طرية. معظم الكبسولات تستعمل بلعاً بكاملها، لكن أحياناً يمكن تفريغ محتوياتها واستخدامها كجرعة مقاسة مسبقاً.

## التاريخ
- تعد الكبسولات واحدة من أقدم الأشكال الجرعية في التاريخ الصيدلاني ، فقد عرفت حتى لدى المصريين القدماء. وذكر في رواية أن الصيدلاني «de Pauli» من فيينا في عام 1730م قام بتحضير كبسولات بيضاوية الشكل لمحاولة تغطية الطعم السيئ للتربنتين النقي الموصوف لمرضى النقرس.
- وبعد 100 عام ظهرت أول كبسولة جيلاتينية. منحت أول براءة اختراع لمثل هذا المنتج عام 1834م للصيدلاني «Joseph Gerard Auguste Dublanc» ولطالب الصيدلة «Francois Achille Barnabe Mothes». كان اختراع «Mothes» ناجح للغاية حتى أنه خلال بضع سنوات انتشرت صناعة الكبسولات في أجزاء مختلفة من العالم.

## الكبسولة الهلامية اللينة

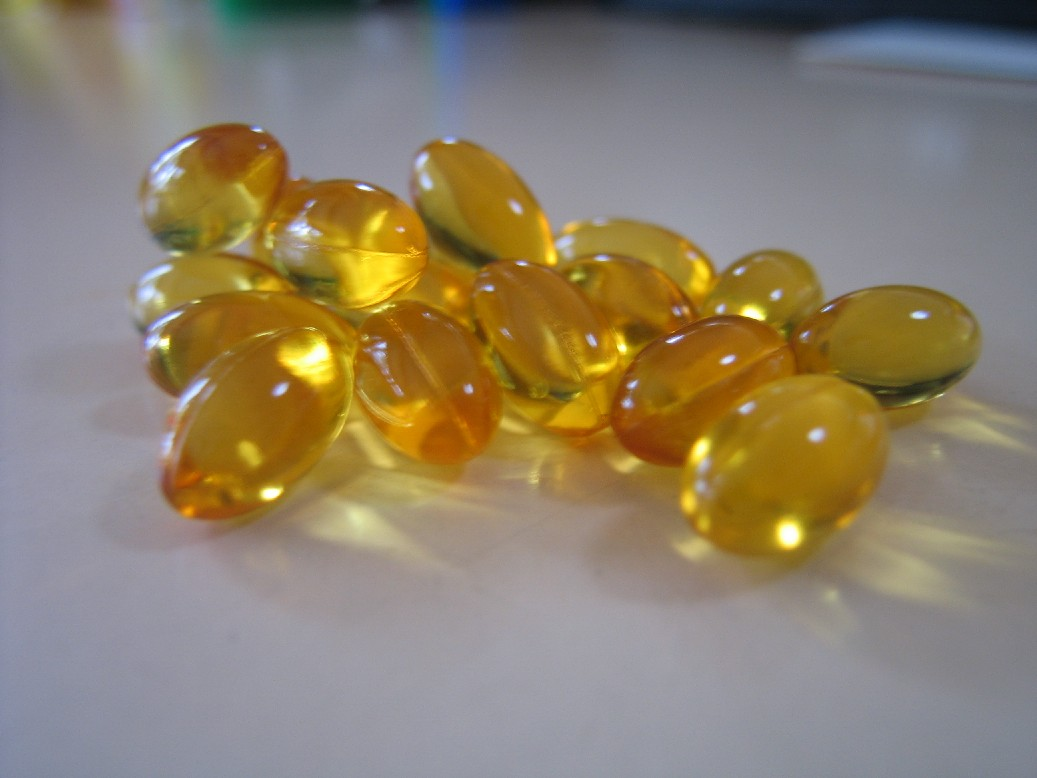
زيت كبد الحوت، كبسولات هلامية لينة.

- تصنع الكبسولات الهلامية اللينة تدعى أحياناً (softgels) من الهلام أو مواد أخرى ملائمة وتتطلب طرق تصنيع بالمقاييس الكبيرة.
- إن قشرة الكبسولات الطرية أكثر سماكة وتتطلب ملدنات مثل عديدات الأغوال مثل السوربيتول أو الجليسرين. تحدد نسبة الملدّن إلى الجيلاتين قساوة القشرة ويمكن أن تتغير لملاءمة الظروف البيئية ولتلائم المكونات التي فيها.
- مثل الكبسولات الصلبة فقد تتضمن صبغات وعوامل معتّمة (مثل ثاني أكسيد التيتانيوم) وعوامل حافظة. يمكن أن تضاف مطعّمات تصل ل 5% من السكروز لتحليتها ولتحضير قشرة معدة للمضغ.
- غالباً تحوي الكبسولات الطرية من 6 – 13% ماء. في معظم الحالات فإنها تملأ بمكونات سائلة. تحل المواد الفعالة في حامل زيتي (سابقاً في الزيت النباتي).
- اليوم فتستخدم حوامل لامائية ممزوجة بالماء مثل البولي إيتيلين غليكول منخفض الوزن الجزيئي لقلة إحداثه لمشاكل التوافر الحيوي.
- تتضمن الأدوية المحضرة تجارياً ضمن كبسولات طرية الديميكلوسيكلين والكلورال هيدرات والديجوكسين و فيتامين A و E.

## الكبسولات الهلامية ذات الجزئين

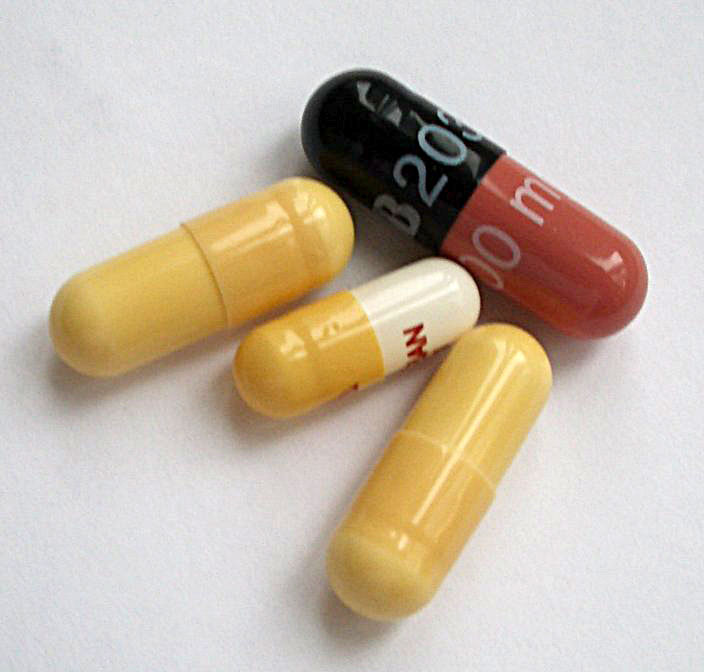
كبسولة مقسمة إلى جزئين

إعادة البناء من μCT البيانات من كبسولة تحتوي على النشا الثابت ديكلوفيناك. الدقة 18,6 ميكرون / بكسل. وقد تم الحصول على الصور باستخدام "CT ألفا" بواسطة "Procon X-Ray GmbH" من قبل "شركة Garbsen الألمانية المحدودة ذلك باستخدام التحليل "VG ستوديو ماكس 2.0" من مجلد الصور -هايدلبرغ، ألمانيا

| المقاس | الحجم (مل) | القطر الداخلي (مم) | القطر الخارجي (مم) |
| ------ | ---------- | ------------------ | ------------------ |
| 5      | 0.13       | 11.1               | 4.91               |
| 4      | 0.21       | 14.3               | 5.31               |
| 3      | 0.3        | 15.9               | 5.82               |
| 2      | 0.37       | 18                 | 6.35               |
| 1      | 0.5        | 19.4               | 6.91               |
| 0      | 0.68       | 21.7               | 7.65               |
| 0E     | 0.7        | 23.1               | 7.65               |
| 00     | 0.95       | 23.3               | 8.53               |
| 000    | 1.37       | 26.14              | 9.91               |
| 13     | 3.2        | 30                 | 15.3               |
| 12     | 5          | 40.5               | 15.3               |
| 12el   | 7.5        | 57                 | 15.5               |
| 11     | 10         | 47.5               | 20.9               |
| 10     | 18         | 64                 | 23.4               |
| 7      | 24         | 78                 | 23.4               |
| Su07   | 28         | 88.5               | 23.4               |

## الكبسولات الجيلاتينية الصلبة

### صناعتها
تصنع قشور الكبسولات الجيلاتينية الصلبة من مزيج من الجيلاتين والملونات وأحياناً عوامل معتّمة (مثل ثاني أوكسيد التيتانيوم). يجيز كذلك دستور الأدوية الأمريكي إضافة 0,15% من ثاني اوكسيد الكبريت لمنع تخرّب الجيلاتين أثناء التصنيع.

### الجيلاتين والمواد البديلة
- الجيلاتين هو مادة مشتقة من الكولاجين وهو بروتين طبيعي يتواجد في الجلد والعظام والنسج الضامة لدى الحيوانات .
- غير منحل بالماء لكن يمكن حله بواسطة الحلمهة.

#### أنواع الجلاتين المستخدم في صناعة الكبسولات
إن المواد الخام المستخدمة في تصنيع الكبسولات تستخلص بشكل رئيسي من العظم البقري أو جلد الخنزير. 
- النمط A يمكن إجراء التفاعل عند درجة [ب.هـ] (PH) حامضية والتي تعطي الجيلاتين من: النمط A (يصنع بشكل رئيسي من الجلد).
- النمط B وعند درجة [ب.هـ] (PH) قلوية تعطي الجيلاتين من النمط B (يصنع من العظم البقري). يعد الجيلاتين مادة مثالية لأنه قابل للأكل ومنحل بدرجة حرارة الجسم ويشكل أغشية رقيقة وقوية ويخضع لعملية التهليم «gelation» بدرجة حرارة أعلى قليلاً من الدرجة الطبيعية.
- إن جدران كبسولات الجيلاتين متجانسة ومتينة جداً وتستطيع بسهولة مقاومة القوى الميكانيكية في عمليات الملء والتغليف.

#### مشاكل الجلاتين
إن المشكلة الرئيسية لاستعمال الجيلاتين هو احتواؤه على الماء والذي يعمل كملدن «plasticizer» لمادة الغشاء film. لذلك تتغير خواصها إذا لم تحفظ بشكل مناسب، وعندما تفقد الماء تصبح هشة «brittle» 
- فلذلك فهي ليست مناسبة للمحضرات الماصة للماء.
- كذلك المواد غير الثابتة بالرطوبة لا يمكن ملؤها في الكبسولات . في بعض الأسواق تتواجد متطلبات من المستهلكين لكي تكون الكبسولات من أصل نباتي.
- إن المشكلة الرئيسية في إيجاد بديل للجيلاتين هو الحصول على نظام يتهلم بشكل مشابه للجيلاتين فبذلك يمكن استعمال نفس آلات التصنيع ونفس العمليات . منذ عام 1990م تم إنتاج عدد من المتماثرات من أجل صناعة الكبسولات مثل hypromellose وpullulan وchitosan وpondac (هو متماثر مشترك بين polyvinylalcohol (PVA) وmethacrylates). الهيبروميلوز كان أكثرها نجاحاً لأنه يتغلب على مشكلة الهشاشية عند تعريض الكبسولات لظروف الجفاف.
- تتضمن عملية التصنيع غمس قوالب إبرية في محلول الجيلاتين. بعد جفاف غشاء الجيلاتين وتقليمه وإزالته من القالب، فإنه يجمع قسمي الكبسولة (الجسم والغطاء). بما أن الكبسولة تصنع من الجيلاتين وهو من مصدر حيواني، فيجب حفظها بعيداً عن مصادر التلوث الميكروبي المحتمل.

### ملء الكبسولات
في عملية الملء للكبسولات الجيلاتينية الصلبة، فإنه يتم فصل الجسم عن الغطاء قبل التجريع. يتم استخدام عدة آلات لملء المساحيق وتعمل بمبادئ مختلفة. إن الآلات ذات العمل الآلي الكامل تشكل سدادات مساحيق powder plugs بضغطها وثم نبذها وإدخالها في أجسام الكبسولات. توجد ملحقات أخرى لهذه الآلات وتستخدم للأنواع الأخرى من المواد المملوءة. إن المساحيق غالباً تتطلب إضافة عوامل مالئة ومزلقات ومحسنات انسياب glidants إلى المكونات الفعالة لتعزيز الكبسلة. إن كل من التركيبة وطريقة الملء وخصوصاً درجة الضغط قد تؤثر على معدل تحرر الدواء. من الشائع إضافة عوامل مبللة لكتلة المسحوق عندما يكون المكون الفعال كاره للماء. قد تضاف أيضاً عوامل مفتتة لتركيبات المساحيق لتعزيز تفتت وتبعثر السدادات في الأمعاء.
إذا كان مزيج المساحيق قابل للتميّع فيمكن استخدام عامل ماص مثل كربونات المغنيزيوم أو ثاني أوكسيد السيليكون الغرواني (الإيروزسل) أو أي مادة أخرى ملائمة.
عند تواجد مادتين متنافرتين معاً فيمكن أن توضع إحدى المادتين في كبسولة صغيرة وإدخالها مع المادة الأخرى في الكبسولة الأكبر. يمكن كذلك فصل المواد المتنافرة بوضع حبيبات أو مضغوطات صغيرة أو كبسولات جيلاتينية طرية للمادة الأولى في الكبسولة قبل إضافة الدواء الآخر.

### مقاسات الكبسولات
تتراوح مقاسات الكبسولات الصلبة من الرقم 5 (وهو الأصغر) إلى الرقم 000 (وهو الأكبر) وتستخدم للأغراض البيطرية.

## كبسولات التحرر الآجل
يمكن أن تلبس الكبسولات أو بشكل شائع بكبسلة حثيرات ملبسة لتقاوم تحرر الدواء في السائل المعدي عندما يكون التحرر الآجل مطلوب في حال مشكلة تخرب الدواء أو تخريش المخاطية المعدية.

## وصلات خارجية
- Extrusion & Spheronization